# Панамериканский Кубок по волейболу среди женщин 2023
21-й розыгрыш Панамериканского Кубка по волейболу среди женщин проходил с 6 по 13 августа 2023 года в Понсе (Пуэрто-Рико) с участием 10 национальных сборных команд стран-членов NORCECA и CSV. Победителем впервые стала сборная Аргентины.

## Команды-участницы
Первоначально состав турнира из 12 участников был скомплектован следующим образом:
- Пуэрто-Рико,  (команда страны-организатора);
- США, Доминиканская Республика, Канада, Мексика, Куба, Тринидад и Тобаго, Коста-Рика (7 лучших команд (помимо Пуэрто-Рико) от NORCECA по континентальному рейтингу на 1 января 2023 года;
- Бразилия, Аргентина, Колумбия, Перу (4 лучшие команды от CSV по континентальному рейтингу на 1 января 2023 года.

От участия отказались Бразилия, Куба и Тринидад и Тобаго. Вместо Бразилии в число участников турнира была включена Чили. Окончательный состав участников включил 10 команд

## Система проведения турнира
10 команд-участниц на предварительном этапе разбиты на две группы, в которых играют в один круг. Приоритетом при распределении мест в группах является общее количество побед, затем количество набранных очков, соотношение выигранных и проигранных партий, соотношение игровых очков, результат личных встреч. За победы со счётом 3:0 команды получают по 5 очков, за победы 3:1 — по 4, 3:2 — по 3, за поражения 2:3 — по 2 очка, 1:3 — по 1, за поражения 0:3 очки не начисляются.
Победители групп напрямую выходят в полуфинал плей-офф. Команды, занявшие в группах 2-е и 3-и места, выходят в четвертьфинал и определяют ещё двух участников полуфинала. Полуфиналисты по системе с выбыванием определяют призёров турнира. Итоговые 5—8-е места разыгрывают проигравшие в четвертьфиналах и победители классификационных матчей среди команд, занявших в группах 4-е и 5-е места.      

## Предварительный этап

### Группа А
| М | Команда    | 1   | 2   | 3   | 4   | 5   | И | В | П | С/П  | О  |
| - | ---------- | --- | --- | --- | --- | --- | - | - | - | ---- | -- |
| 1 | США        |     | 3:0 | 3:0 | 3:0 | 3:0 | 4 | 4 | 0 | 12:2 | 20 |
| 2 | Колумбия   | 0:3 |     | 3:1 | 3:2 | 3:0 | 4 | 3 | 1 | 9:6  | 12 |
| 3 | Канада     | 0:3 | 1:3 |     | 3:2 | 3:0 | 4 | 2 | 2 | 7:8  | 9  |
| 4 | Перу       | 0:3 | 2:3 | 2:3 |     | 3:0 | 4 | 1 | 3 | 7:9  | 9  |
| 5 | Коста-Рика | 0:3 | 0:3 | 0:3 | 0:3 |     | 4 | 0 | 4 | 0:12 | 0  |

6 августа
США — Коста-Рика 3:0 (25:12, 25:12, 25:17); Колумбия — Канада 3:1 (25:19, 25:20, 24:26, 25:19).
7 августа
Канада — Коста-Рика 3:0 (25:12, 25:17, 25:15); США — Перу 3:0 (25:23, 25:20, 25:13).
8 августа
Перу — Коста-Рика 3:0 (25:15, 25:19, 25:18); США — Колумбия 3:0 (25:14, 25:21, 25:19).
9 августа
Колумбия — Коста-Рика 3:0 (25:13, 25:12, 25:9); Канада — Перу 3:2 (25:22, 25:21, 22:25, 13:25, 15:6).
10 августа
Колумбия — Перу 3:2 (18:25, 21:25, 25:20, 25:17, 15:10); США — Канада 3:0 (25:17, 25:20, 25:18).

### Группа В
| М | Команда                  | 1   | 2   | 3   | 4   | 5   | И | В | П | С/П  | О  |
| - | ------------------------ | --- | --- | --- | --- | --- | - | - | - | ---- | -- |
| 1 | Доминиканская Республика |     | 3:1 | 3:2 | 3:0 | 3:0 | 4 | 4 | 0 | 12:3 | 17 |
| 2 | Аргентина                | 1:3 |     | 2:3 | 3:0 | 3:0 | 4 | 2 | 2 | 9:6  | 13 |
| 3 | Пуэрто-Рико              | 2:3 | 3:2 |     | 1:3 | 3:0 | 4 | 2 | 2 | 9:8  | 11 |
| 4 | Мексика                  | 0:3 | 0:3 | 3:1 |     | 3:1 | 4 | 2 | 2 | 6:8  | 8  |
| 5 | Чили                     | 0:3 | 0:3 | 0:3 | 1:3 |     | 4 | 0 | 4 | 1:12 | 1  |

6 августа
Аргентина — Мексика 3:0 (25:20, 25:19, 25:18); Пуэрто-Рико — Чили 3:0 (25:22, 25:17, 25:23).
7 августа
Доминиканская Республика — Чили 3:0 (25:23, 25:15, 25:15); Пуэрто-Рико — Аргентина 3:2 (20:25, 25:18, 25:18, 23:25, 15:7).
8 августа
Мексика — Пуэрто-Рико 3:1 (22:25, 25:21, 25:22, 25:19); Доминиканская Республика — Аргентина 3:1 (25:23, 25:18, 21:25, 25:16).
9 августа
Аргентина — Чили 3:0 (25:16, 25:19, 25:18); Доминиканская Республика — Мексика 3:0 (25:13, 25:21, 25:17).
10 августа
Мексика — Чили 3:1 (25:15, 23:25, 25:20, 25:18); Доминиканская Республика — Пуэрто-Рико 3:2 (25:23, 25:13, 18:25, 23:25, 16:14).

## Плей-офф

### Классификационные матчи
11 августа. Играют команды, занявшие в группах предварительного этапа 4—5-е места.
Мексика — Коста-Рика 3:0 (25:22, 25:19, 25:11).
Перу — Чили 3:1 (25:20, 16:25, 25:22, 25:16).

### Четвертьфинал
11 августа. Играют команды, занявшие в группах предварительного этапа 2—3-е места.
Аргентина — Канада 3:1 (25:21, 25:20, 23:25, 25:12).
Пуэрто-Рико — Колумбия 3:2 (25:20, 17:25, 20:25, 25:20, 15:11).

### Матч за 9-е место
12 августа. Играют проигравшие в классификационных матчах.
Чили — Коста-Рика 3:0 (25:20, 25:9, 25:18).

### Полуфинал за 5—8 места
12 августа. Проигравшие в четвертьфинале играют против победителей классификационных матчей.
Колумбия — Мексика 3:0 (25:17, 25:16, 25:22).
Перу — Канада 3:0 (25:20, 25:22, 25:21).

### Полуфинал за 1—4 места
12 августа. Победители групп предварительного этапа играют против победителей четвертьфинальных матчей.
Аргентина — США 3:1 (24:26, 25:23, 25:20, 27:25).
Пуэрто-Рико — Доминиканская Республика 3:2 (25:18, 21:25, 20:25, 25:22, 15:7).

### Матч за 7-е место
13 августа. Играют проигравшие в полуфиналах за 5-8 места.
Мексика — Канада 3:1 (25:13, 21:25, 25:20, 25:23).

### Матч за 5-е место
13 августа. Играют победители полуфиналов за 5-8 места
Колумбия — Перу 3:2 (22:25, 25:23, 19:25, 25:23, 15:7).

### Матч за 3-е место
13 августа. Играют проигравшие в полуфиналах за 1-4 места
США — Доминиканская Республика 3:1 (25:22, 25:20, 21:25, 27:25).

### Финал
| 13 августа 2023 | \| Аргентина \| 3:2 norceca.net \| Пуэрто-Рико \| \| Паула-Ямила Низетич (12) Бьянка Фарриоль (8) Бьянка Куньо (16) Даниэла Булайх (11) Канделария Эррера (11) Мария-Виктория Майер (4) Татьяна-Соледад Риццо (либеро) Мария-Агостина Пелосо (либеро) Татьяна Вера Бренда Графф Антонела Фортуна (3) Эрика Меркадо (10) \| Голы \| Элайн Васкес (19) Хенесис Ортис Паола Сантьяго (16) Пилар-Мария Виктория (22) Паола Рохас (5) Вильмари Ривера (1) Валерия Леон (либеро) Номарис Велес (либеро) Дариан Холлингсуорт (1) Раймариэли Сантос (1) Андреа Фуэнтес Альба Эрнандес (3) \| | Понсе. Coliseo Juan “Pachin” Vicens 5000 зрителей |
| Счёт по партиям — 25:17, 25:22, 23:25, 19:25, 15:6. Время матча — 2 часа 12 минут. Судьи: Юри Рамирес Ортис, Луис Херардо Масиас. | | |
| Аргентина | 3:2 norceca.net | Пуэрто-Рико |
| Паула-Ямила Низетич (12) Бьянка Фарриоль (8) Бьянка Куньо (16) Даниэла Булайх (11) Канделария Эррера (11) Мария-Виктория Майер (4) Татьяна-Соледад Риццо (либеро) Мария-Агостина Пелосо (либеро) Татьяна Вера Бренда Графф Антонела Фортуна (3) Эрика Меркадо (10) | Голы | Элайн Васкес (19) Хенесис Ортис Паола Сантьяго (16) Пилар-Мария Виктория (22) Паола Рохас (5) Вильмари Ривера (1) Валерия Леон (либеро) Номарис Велес (либеро) Дариан Холлингсуорт (1) Раймариэли Сантос (1) Андреа Фуэнтес Альба Эрнандес (3) |

## Итоги

### Положение команд
| Аргентина                   |
| Пуэрто-Рико                 |
| США                         |
| 4. Доминиканская Республика |
| 5. Колумбия                 |
| 6. Перу                     |
| 7. Мексика                  |
| 8. Канада                   |
| 9. Чили                     |
| 10. Коста-Рика              |

### Призёры
Аргентина: Татьяна Вера, Паула-Ямила Низетич, Эухения Носач, Кандела-Соль Салинас, Эрика Меркадо, Бьянка Куньо, Даниэла Булайх Симиан, Татьяна-Соледад Риццо, Бьянка Фарриоль, Виктория Майер, Антонела Фортуна, Канделария Эррера Родригес, Бренда Графф, Мария-Агостина Пелосо. Тренер — Даниэль Хорхе Кастеллани.
  Пуэрто-Рико: Андреа Фуэнтес, Шара Венегас, Элайн Васкес Ривера, Дариана Холлингсуорт, Вильмари Ривера, Паола Рохас, Бриттани Аберкромби, Нейра Ортис, Валерия Леон, Паола Сантьяго Кабрера, Альба Эрнандес, Кария Сантос, Пилар-Мари Виктория, Номарис Велес. Тренер — Фернандо Моралес Лопес.
  США: Кендел Уайт, Сара Уилхайт, Дженна Грэй, Симон Ли, Брук Ньюнвиллер, Даниэль Харт, Стефани Сэмеди, Маделайн Гейтс, Кайла Хейнлайн, Зоэ Флек, Тэйлор Мимс, Логан Эгглстон, Серена Грэй, Сидни Хилли. Тренер — Бредли Ростраттер.

### Индивидуальные призы
| - MVP Бьянка Куньо - Лучшие нападающие-доигровщики Симон Ли Ана-Карина Олайя - Лучшие центральные блокирующие Жеральдин Гонсалес Жослин Уриас - Лучшая связующая Ивонн Мартинес - Лучшая диагональная нападающая Бьянка Куньо | - Лучшая либеро Жослин Ландерос - Лучшая на подаче Бьянка Куньо - Лучшая на приёме Исабелла Санчес - Лучшая в защите Жослин Ландерос - Самая результативная Бьянка Куньо |